# Christian Lell
Christian Lell (ur. 29 sierpnia 1984 roku w Monachium) – piłkarz niemiecki grający na pozycji pomocnika.

## Życiorys
Lell jest wychowankiem bawarskiego klubu. Zawitał w ich młodzieżówce w roku 2001, i grał w drugim zespole do roku 2003. Następnie przeniesiono go do pierwszego zespołu Bawarczyków, gdzie debiutował na meczu w sezonie 2003/2004 z Herthą Berlin dnia 4 października 2003 roku. Oprócz tego trzy razy jeszcze brał czynny udział na meczach swojej drużyny w owym sezonie. W następnym sezonie Lell został wypożyczony do innego zespołu Bundesligi, 1. FC Köln, gdzie grał od 2004 do 2006, aby ponownie grać dla Bayernu od sezonu 2006/2007.
Latem 2010 roku na zasadzie wolnego transferu przeszedł do Herthy Berlin podpisując roczną umowę z możliwością przedłużenia jej o kolejne dwa sezony. 11 sierpnia 2012 roku podpisał kontrakt z klubem Levante UD występującym w hiszpańskiej Primera División. Lell związał się z klubem na rok, z możliwością przedłużenia o kolejny.

## Kariera reprezentacyjna
Christian Lell był reprezentantem Niemiec U-20.